# Firmian (famiglia)

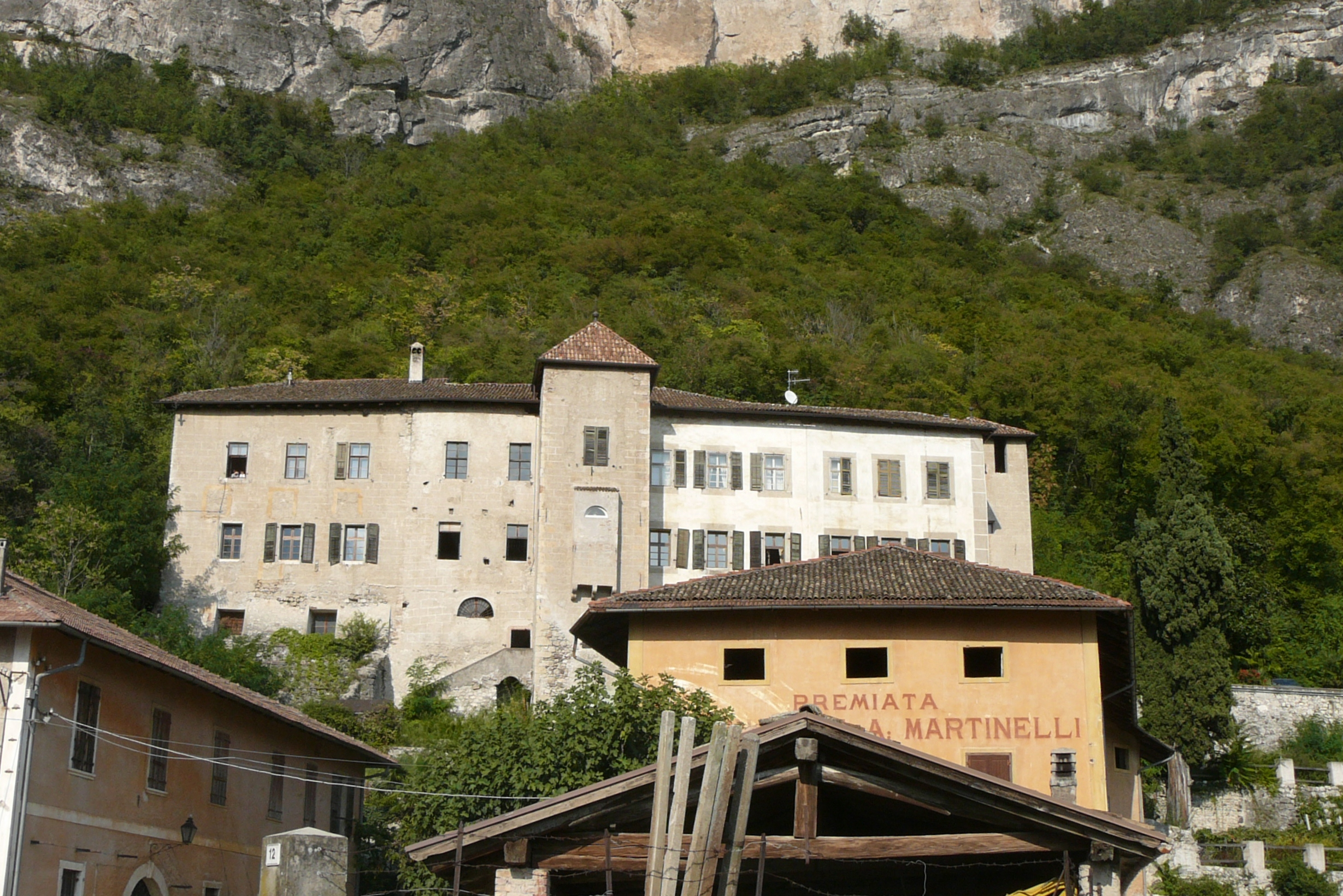
Mezzocorona, castel Firmian

Firmian è una nobile famiglia originaria del Tirolo, che ha dato i natali, tra l'altro, a diversi vescovi.
La prima menzione storica del nome Formicaria (poi Formigar) risale all'anno 945 e si riferisce ad un precursore del Castel Firmiano di oggi.

## Genealogia della linea baroni-conti
- Georg Freiherr von Firmian († 1540 a St. Paul), Governatore dell'Adige e burggraf in Tirolo
- Franz Wilhelm Freiherr von Firmian (* 1636), sposato con Maria Viktoria von Thun
- Leopoldo Antonio Eleuterio Firmian (1679-1744), arcivescovo
- Leopoldo Ernesto Firmian (1708-1783), cardinale
- Virgilius Augustin Maria von Firmian (1714-1788), prevosto di Salisburgo
- Carlo Giuseppe di Firmian (1716-1782), governatore del ducato di Milano
- Leopold Anton von Firmian (1737-1828), proprietario del castello Leopoldskron, sposato con Maria Aloysia contessa di Wolkenstein Trostburg
- Franz Karl Maria Cajetan Reichsgraf von Firmian  (1741–1776), vescovo di Passavia
- Leopold Maximilian von Firmian (1766-1831), arcivescovo di Salisburgo